# Fito Blanko
Roberto E. Testa (Ciudad de Panamá, 7 de mayo de 1983) conocido artísticamente como Fito Blanko, es un cantante, compositor y productor canadiense de origen panameño. 
Nació en la Ciudad de Panamá el 7 de mayo de 1983. A muy temprana edad emigró con su familia a Montreal (Canadá]. A los ocho años, su familia se trasladó a la ciudad de Mississauga, cerca a la metrópoli de Toronto. Se graduó del colegio, John Cabot Catholic Secondary School.
Fito, quien ha colaborado con artistas como Drake, Beenie Man y Fat Joe, se inició en esta carrera a la temprana edad de 14 años y pocos años después grabó su primer álbum.
Dentro de los logros en su carrera está el haber sido nominado en 2013 para el Grammy Latino con el sencillo “Pegaíto suavecito”, en el cual colaboró con el merenguero puertorriqueño, Elvis Crespo.
En 2014 ganó un prestigioso premio BMI.  
En 2015 su  sencillo “Meneo” fue seleccionado para formar parte de la banda sonora de  la película, “Rápido y Furioso 7”. En ese mismo año fue nombrado el portavoz de los juegos Panamericanos celebrados en la ciudad de Toronto.

## Biografía

### Primeros años
Fito Blanko, nació el 7 de mayo de 1983, en la Ciudad de Panamá, Panamá.
A los cinco años de edad, sus padres deciden emigrar a la ciudad de Montreal, huyendo del régimen del dictador Manuel Noriega.
Fito vivió en Montreal hasta que su familia se trasladó a la ciudad de Mississauga en el año de 1991. Allí, estudió en la escuela secundaria católica, John Cabot, en la ciudad de Mississauga. 
A pesar de estar lejos de su país natal, Fito, nunca perdió su identidad como latino. Oía  música latina constantemente y eso fue lo que influyó para que se identificara con sus orígenes y raíces. Así fue como, a los 14 años, comenzó a escribir versos en inglés y español, haciendo “crossover”, para transmitir su sentir: que él pertenecía a dos culturas. En ese momento comenzó a desarrollar su propio estilo musical, incorporando la influencia del Reggae Panameño con los ritmos e influencia de Norteamérica, lo que causó curiosidad entre otros artistas, en especial, a los artistas canadienses, como fue el caso de Drake, quien grabó junto con Fito un tema en spanglish, “Mambo”.

## Carrera musical

### Nace la estrella
Cuando tenía 14 años, Fito estaba rapeando en las afueras de una estación de autobuses cerca al centro comercial, Square One; cuando una mujer pasó, lo escuchó, le dio su número y le dijo que tenía un amigo con un estudio de grabación y que la llamara.
Aunque al principio dudó en llamar, fue su mejor amigo quien lo persuadió a llamarla, y  a grabar en el estudio. Aunque Fito sabía que la música era lo suyo, no fue, sino justo hasta ese momento, que sintió que su destino era la música.  Fue a los 16 años que, a través de un primo, conoció a Sensei Música, productor musical, con quien produjo su primer trabajo musical y con quien ha continuado produciendo gran cantidad de su trabajo.  Sensei ha estado con Fito desde su primer álbum, Higher Level, y en producciones como, Pegaíto suavecito hasta sus más recientes producciones.

### Los Inicios 2004 - 2009
El primer álbum de Fito, se llamó, Higher Level (2004), con este álbum inició su carrera en el mercado latino. A la temprana edad de 19 años, Fito ya había sido publicado en revistas como Urban Latino, Billboard Magazine, y fue votado “la nueva sensación latina” en People (en Español) Magazine en 2005. Fito también fue haciendo apariciones en canales de televisión como Mun2, MTV, HTV, MuchMusic y premios como, el Premio de la industria Latina por "mejor artista solista" y el Premio de música urbana canadiense “Global Rhythms, International Recording Artist”.
Desde el lanzamiento de su primer álbum, en 2006, Fito viajó a Trinidad y grabó la canción “Pretty Girl” con la superstar de Soca; The Hitman. Esta canción se convirtió en éxito en el carnaval en Trinidad en 2007 ganando el premio a la Mejor Canción Soca del año en los premios anuales de Soca de Trinidad. 
Fito integró su ritmo y estilo lírico con el reconocido artista canadiense Kardinall Offishall, con el tema, "Pull Up".   Fito también tuvo la oportunidad de colaborar con Daryl Riley y el artista ganador del premio Grammy de reggae; Beenie Man el sencillo "Tear it up".    
En el 2009 el sencillo producido por Sensei Música llamado, "Mambo" cuenta con uno de los mejores talentos en la industria de la música de hoy, el reconocido artista canadiense, Drake. Con Omari Ferrari  graba su segundo sencillo de ese año, "Whine On You" , cuyo video oficial estuvo en rotación en el canal de vídeos, Much Music en todo Canadá.

### Avance en el Mundo Latino 2010 - 2015
Fito lanzó su segundo álbum “First Class" en el 2009 y el tema “VIP” grabado junto con los artistas, Fuego y El Cata, alcanzó el tercer lugar en las listas de Latinos Unidos en la cartelera Latin Billboard “ Latin Rhythm” del 2011.
En 2012, Fito lanza "Pegaíto suavecito", junto a Elvis Crespo. Esta canción los ubicó en el puesto número #1 en las listas Latin Billboard del 2012, la canción se convirtió en un éxito total y en 2013 "Pegaíto suavecito" fue nominada como "La Mejor Canción Urbana" en la premiación de  los Latin Gramm.
Luego, por su composición, Fito recibió el premio "Statuette of Platinum" de RIAA en los Estados Unidos. 
Más tarde, en 2014, Fito fue reconocido por BMI al recibir el "Award of Excellence". 
Ese mismo año, Fito Blanko subió con 4 canciones en las carteleras Billboard al mismo tiempo y se convirtió en el primer latino canadiense en alcanzar estas posiciones en las listas, con los temas: "Mi Princesa", "Esta Fiesta” (Remix), "Pegaíto suavecito '" y "Si Te Agarro”.
Fue tanto su crecimiento y evolución en la industria, que la disquera, Mr. 305, del reconocido artista estadounidense, Pitbull, lo firma, y bajo el sello Mr. 305 Fito graba el tema, “Si te Agarro” con Papayo y I am Chino.
También graba con el mismo Pitbull y Sensato el remix, “Crazy People”.   Su entonces mánager,  Robert Fernández, CEO de Mr. 305 Inc, agrega: "Estoy muy emocionado de tener a Fito a bordo. Llevó dos años dirigiendo a Fito y sentimos que era hora de traerlo a la familia de Mr. 305. Fito es un artista que puede hacer juegos de palabras en el mercado inglés y español de una manera muy similar a la que hace Pitbull “.
En 2015 lanzó un nuevo sencillo llamado "Meneo" el cual  formó parte de la banda sonoana de la película "Rápido y Furioso 7" y del álbum de la película Furious 7, Furious 7: Original Motion Picture Soundtrack y del cual hizo un remix del tema con J Álvarez.
Durante el verano de 2015, Fito Blanko fue nombrado embajador y vocero de los Juegos Panamericanos 2015, celebrados en la ciudad de Toronto.
En ese mismo año, Fito promocionaba su tercer álbum, “Paraíso nocturno”.

### El regreso en el 2017
Después de un par de años ausente de los escenarios, Fito regresó consolidado. En julio de 2017, Fito se convirtió en el primer artista latino honrado con una estrella en el “Mississauga The Walk of Fame”.
Durante el verano de 2018 y para la Copa Mundial de fútbol 2018, DJ Antoine junto Fito y Karl Wolf, lanzan la canción "Olé, Olé", para FIFA 2018. La canción se creó originalmente para el equipo suizo, pero se hizo tan popular que llegó a un millón de visitas en YouTube en menos de una semana y fue programada para sonar en varios estadios en Rusia 2018. 
Mientras tanto, Fito estaba trabajando en el sencillo “Make Moves” junto al reconocido artista de los 90 Snow y DJ I am Chino, para el álbum, Party People. 
Al inicio de 2019, Fito tenía dos canciones en las listas Billboard: “La Gringa” una colaboración con la DJ norteamericana Bright Lights, que alcanzó el quinto lugar en las dos carteleras, la de Dance Club Song y la de Hot Dance/ Electronic Song y la canción que realizó junto a Sensei Música para Elvis Crespo, “Ella me besó” la cual alcanzó también el quinto lugar, de la cartelera Billboard en la lista Tropical.
Para la primavera del 2019, Karl Wolf invita a Fito a participar en el sencillo, “Yes” tema que se realizó en cuatro diferentes idiomas, (árabe, griego, inglés y español) luego, a participar en el remix al cual se le agregó un idioma más, el hindú.  
Para el comienzo del verano del 2019, Fito realiza con la estrella y sensación europea, Mikolas Josef y el legendario Frankie J., el tema titulado “Acapella” que en tan sólo un día llegó al millón de vistas en Youtube.  
Actualmente, Fito se encuentra grabando con Charlie Massó, exintegrante del grupo Menudo (época dorada) su último sencillo, “C’est la vie”.

## Discografía
- 2004: Higher Level
- 2009: First Class
- 2015: Paraíso nocturno
- 2015: Furious 7 (Original Motion Picture Soundtrack)
- 2018: Party People EP

## Colaboraciones
| Año  | Tema                                                                                   | Álbum                                         |
| ---- | -------------------------------------------------------------------------------------- | --------------------------------------------- |
| 2004 | By My Side (ft. Bliz)                                                                  | Higher Level                                  |
| 2004 | Me voy a marchar                                                                       | Higher Level                                  |
| 2004 | Sobeto                                                                                 | Higher Level                                  |
| 2004 | Fronteo (ft. Trivales)                                                                 | Higher Level                                  |
| 2004 | Take Her Home                                                                          | Higher Level                                  |
| 2006 | Cambia el juego/Change The Game (ft. Tef)                                              |                                               |
| 2006 | Watch You Flex (ft. Rochester aka Juice)                                               |                                               |
| 2006 | Fuego (ft. Bishop Brigante)                                                            |                                               |
| 2006 | Boom Boom                                                                              |                                               |
| 2006 | Dos salidas de emergencia Sensei (Remix)                                               |                                               |
| 2006 | Sexy Love (Remix)                                                                      |                                               |
| 2007 | Caile Sensei (Remix) (ft. Rochester aka Juice)                                         |                                               |
| 2007 | Pretty Girl (ft. D'Hitman)                                                             |                                               |
| 2007 | No te quiere (remix)                                                                   |                                               |
| 2009 | Mambo (ft. Drake)                                                                      |                                               |
| 2009 | Superstar Parang, D Big Rich Pelau                                                     |                                               |
| 2010 | Dip Low                                                                                | First Class                                   |
| 2010 | Whine On You (ft. Omari Ferrari)                                                       |                                               |
| 2010 | Tu amiga está mejor (ft. Mr. Salk)                                                     |                                               |
| 2011 | VIP (ft. Fuego)                                                                        |                                               |
| 2013 | Pegaíto suavecito (Elvis Crespo ft. Fito Blanko)                                       |                                               |
| 2014 | Take Over (ft. Sophia Del Carmen & Fat Joe)                                            |                                               |
| 2014 | Show privado (ft. Black Jonas Point & Jowell)                                          |                                               |
| 2015 | All Night Long (ft. Trina)                                                             |                                               |
| 2015 | Meneo                                                                                  | Furious 7: Original Motion Picture Soundtrack |
| 2015 | París nocturno                                                                         | Paraíso nocturno                              |
| 2015 | Lo nuestro                                                                             | Paraíso nocturno                              |
| 2015 | Déjame amarte                                                                          | Paraíso nocturno                              |
| 2015 | Meneo (ft. J Álvarez)                                                                  | Paraíso nocturno                              |
| 2018 | Make Moves (ft. Snow & I am Chino)                                                     | Party People                                  |
| 2018 | Por qué (ft. Ryan Shepherd)                                                            | Party People                                  |
| 2018 | Lo quieres                                                                             | Party People                                  |
| 2018 | La fiesta (ft. Jay Santos)                                                             | Party People                                  |
| 2018 | Mentira                                                                                | Party People                                  |
| 2018 | Amor de pendejos                                                                       | Party People                                  |
| 2019 | Viviste en Ibiza (Kybba ft. Fito Blanko)                                               |                                               |
| 2019 | Call the Police Spanish Version (Ft. Blaiz Fayah, Fito Blanko, Elijah King & Fyahbwoy) |                                               |
| 2020 | Closer (Ft. Fito Blanko, Armando Music, Apolo)                                         |                                               |

| Año  | Tema                     | Artista                                             |
| ---- | ------------------------ | --------------------------------------------------- |
| 2011 | Megamix - Remix: Rabiosa | Shakira ft. Pitbull, El Cata, El Mambi, Fito Blanko |
| 2012 | Crazy People (Remix)     | Sensato ft. Pitbull & Fito Blanko                   |
| 2013 | Pegaíto suavecito        | Elvis Crespo ft. Fito Blanko                        |
| 2014 | Dame una noche           | I am Chino ft. Fito Blanko, Gente de Zona & Fuego   |
| 2018 | Gringa                   | Bright Lights ft. Fito Blanko                       |
| 2018 | Olé, Olé                 | DJ Antoine ft. Karl Wolf & Fito Blanko              |
| 2019 | Yes                      | Karl Wolf ft. Super Sako, Deena & Fito Blanko       |
| 2019 | A cappella               | Nikolas Josef ft. Frankie J & Fito Blanko           |

## Filmografía
| Año         | Título | Personaje        |
| ----------- | --- | ---------------- |
| 2006 - 2007 | Intelligence (TV Series 3 episodios) - We Were Here Now We Disappear - A Man is Framed Where there's one, there's another | Como Fito Blanko |
| 2014        | Lati Nations (TV Series)                                                                                                  | Como Fito Blanko |
| 2015        | Rápido & Furioso 7 (largometraje) Interpretando "Meneo" Escritor y compositor "Meneo"                                     | Como Fito Blanko |
| 2016        | Come Alive (vídeo corto)                                                                                                  | Como Fito Blanko |
| 2017        | Amor de pendejo (vídeo corto)                                                                                             | Como Fito Blanko |

## Premios, nominaciones y reconocimientos
| Año  | Premio                          | Categoría                                                           | Resultado                 | Lugar           |
| ---- | ------------------------------- | ------------------------------------------------------------------- | ------------------------- | --------------- |
| 2005 | Revista People en Español       | La nueva sensación latina                                           | Publicación               | Estados Unidos  |
| 2005 | The Latin Industry Award        | Mejor Artista Solista                                               | Ganardonado               | Canadá          |
| 2005 | Canadian Urban Music            | Global Rhythms, International Recording Artist                      | Ganardonado               | Canadá          |
| 2007 | The annual Socca Awards         | Carnival Chutney Socca Song of the Year                             | Galardonado               | Trinidad        |
| 2011 | Billboard Top 10                | Primer Latino Canadiense en romper 3 listas "VIP"                   | Galardonado               | Estados Unidos  |
| 2011 | Billboard Debute                | "VIP" Ritmos Latinos, Tropical, Latin Pop                           | Galardonado               | Estados Unidos  |
| 2012 | BillBoard                       | Pegaíto suavecito                                                   | Galardonado               | Estados Unidos  |
| 2012 | Mega 94.9                       | Canción más reproducida "Pegaíto suavecito"                         | Galardonado               | Estados Unidos  |
| 2012 | Toronto Star                    | Portada                                                             |                           | Canadá          |
| 2013 | Premios Lo Nuestro              | Pegaíto suavecito                                                   | Nominado y Arista en vivo | Estados Unidos  |
| 2013 | Premios Juventud                | Canción del Varano - "Si Te Agarro"                                 | Nominado                  | Estados Unidos  |
| 2013 | Premios Tu Mundo                | Canción Comienza Fiestas "Pegaíto suavecito"                        | Nominado                  | Estados Unidos  |
| 2013 | Canadian Urban Music Conference | Artista del Año                                                     | Galardonado               | Canadá          |
| 2013 | Billboard Top 40                | 4 temas simultáneos en las listas                                   | Galardonado               | Estados Unidos  |
| 2013 | Latin Grammy                    | Mejor Canción Urbana "Pegaíto suavecito"                            | Nominado                  | Estados Unidos  |
| 2013 | Latin Grammys                   | Presentador de galardonados                                         |                           | Estados Unidos  |
| 2014 | Premio BMI                      | Premio BMI de la Excelencia "Pegaíto suavecito"                     | Galardonado               | Estados Unidos  |
| 2014 | Revista Billboard               | 4 Artistas para observar                                            |                           | Estados Unidos  |
| 2014 | Latino Magazine                 | Carátula de la revista                                              |                           | Canadá          |
| 2015 | Furious 7 Sound Track           | #1 Taquilla Oficial - ($1 Billón record)                            |                           | Mundial         |
| 2015 | #1 Billboard Hot 200            | Furious 7 #1 Hot 200                                                | Galardonado               | Estados Unidos  |
| 2015 | SOCAN                           | Posición #1 Billboard 200 "Meneo" Banda Sonora "Rápido y Furioso 7" | Galardonado               | Canadá          |
| 2015 | RIAA                            | RIAA Platino "Pegaíto suavecito"                                    | Galardonado               |                 |
| 2015 | Pan Am Games                    | Portavoz y Embajador                                                |                           | Canadá          |
| 2016 | RIAA                            | RIAA Platino Pegaíto suavecito                                      | Galardonado               | Estados Unidos  |
| 2017 | Mississauga Walk of Fame        | Estrella en el walk of fame                                         |                           | Canadá          |
| 2018 | Rusia Fifa World Cup            | Tema oficial, Olé, Olé                                              |                           | Mundial         |
| 2018 | Direct Co op Award              |                                                                     | Galardonado               | Canadá          |
| 2019 | Billboard Top 10                | Ella Me Beso - Trpical                                              | Galardonado               | Estados Unidos  |
| 2019 | Billboard Top 10                | Gringa - Lista Dance Club & Hot Electrónica                         | Galardonado               | Estados Unidos  |
| 2019 | #1 iTunes-República Checa       | A cappella                                                          | Galardonado               | República Checa |
| 2019 | Certificados de Oro y Platino   | Furious 7 Soundtrack "Meneo" en Japón, Inglaterra y Australia       |                           | Mundial         |
| 2020 | #3 iTunes                       | Meneo                                                               |                           | Japón           |